# Broxa
La Broxa est, dans la mythologie juive, un démon ou une sorcière.